# 寺﨑明
寺﨑 明（てらさき あきら、1952年1月20日 - ）は、日本の元官僚。総務省総合通信基盤局長等を経て、総務審議官を最後に退官し、東京工業大学客員教授、NTTドコモ代表取締役副社長等を歴任。2017年からアシュリオンジャパン・ホールディングス会長、情報通信振興会理事長。BS-TBS番組審議会委員。

## 略歴
- 1970年（昭和45年）3月 - 東京都立西高等学校卒業
- 1974年（昭和49年）3月 - 東京工業大学（のちの東京科学大学）工学部電子物理工学科卒業[1]
- 1976年（昭和51年）3月 - 同大学大学院理工学研究科電子物理工学専攻修士課程修了[2]
- 1976年（昭和51年）4月 - 郵政省（現総務省）入省[3]
- 1993年（平成5年）- 郵政省 電気通信局電波部電波利用企画課長
- 1994年（平成6年）- 郵政省 電気通信局電波部移動通信課長
- 1997年（平成9年）- 郵政省 通信政策局技術政策課長
- 1999年（平成11年）- 郵政省 通信政策局総務課長
- 2000年（平成12年）6月 - 郵政省 北陸電気通信監理局長
- 2001年（平成13年）1月 - 総務省 北陸総合通信局長（省庁再編）
- 2002年（平成14年）8月 - 総務省大臣官房参事官
- 2004年（平成16年）1月 - 独立行政法人通信総合研究所理事
- 2004年（平成16年）4月 - 独立行政法人情報通信研究機構理事
- 2005年（平成17年）8月 - 総務省 総合通信基盤局 電気通信事業部長
- 2006年（平成18年）7月 - 総務省 政策統括官 (内閣官房 内閣審議官を併任)
- 2007年（平成19年）7月 - 総務省 総合通信基盤局長
- 2008年（平成20年）7月 - 総務審議官（国際担当）
- 2010年（平成22年）7月 - 総務省退官、総務省顧問
- 2010年（平成22年）10月 - 東京工業大学大学院理工学研究科通信情報工学専攻客員教授
- 2010年（平成22年）12月 - 株式会社野村総合研究所理事
- 2011年（平成23年）7月 - 株式会社野村総合研究所顧問
- 2014年（平成26年）6月 - 株式会社NTTドコモ代表取締役副社長（2017年6月まで）[4][5]
- 2017年（平成29年）6月 - アシュリオンジャパン・ホールディングス合同会社会長・職務執行者（2020年８月まで）[6]
- 2017年（平成29年）7月 - ー般財団法人情報通信振興会理事長（現職）[7]
- 2020年（令和2年） 9月 - アシュリオンジャパン・ホールディングス合同会社エグゼクティブアドバイザー（2022年1月まで）
- 2023年（令和5年）11月 - 秋の叙勲で瑞宝重光章を受章[8]